# Грищенко Андрій Валентинович
Андрій Валентинович Грищенко (нар. 3 жовтня 1974, Коростень, Житомирська область, УРСР) — український футболіст, нападник.

## Життєпис
Вихованець клубу «Локомотив» (Коростень). Футбольну кар'єру розпочав в аматорському клубі «Цементник» (Кам'янець-Подільський), а в листопаді 1993 року перейшов до харківського «Металіста», в футболці якого провів єдиний матч. Навесні наступного року захищав кольори сумського СБТС. Влітку перейшов до клубу «Явір» (Краснопілля), а восени 1995 року захищав кольори сумського «Агротехсервіса». На початку 1996 року виїхав за кордон, де став гравцем ФК «Зліна». Восени 1996 року у другій лізі чеського чемпіонату зіграв 12 матчів, голами не відзначився. З 1997 по 2002 роки виступав у польських клубах «Гурник» (Забже), «Хемнік» (Поліце), «Стоміл» (Ольштин), «Алюмініум» (Конин), «Сталь» (Стальова Воля), «Гурник» (Польковіце) та «Гурник» (Ленчна).У 1999—2000 роках захищав кольори клубу «Хрватскі Драговоляц», став першим легіонером в історії загребського клубу. Починаючи з сезону 2004/05 років виступав в «Аркі» (Гдиня). У 2007 році повернувся в Україну, де став гравцем друголігового «Коростеня», в складі якого завершив кар'єру футболіста в 2008 році.

## Статистика виступів у вищих дивізіонах
| Сезон                               | Матчі | Голи | Хвилини | Клуб                  |
| ----------------------------------- | ----- | ---- | ------- | --------------------- |
| Прем'єр-ліга 1993/94                | 1     | 0    | 46      | «Металіст» (Х)        |
| Перша чеська футбольна ліга 1995/96 | 15    | 0    | 778     | «Світ» (Злін)         |
| Екстракляса 1996/97                 | 2     | 0    | 63      | «Гурник» (Забже)      |
| Екстракляса 1997/98                 | 7     | 1    | 344     | «Стоміл» (Ольштин)    |
| Перша хорватська ліга 1999/00       | 15    | 0    | 872     | «Хрватскі Драговоляц» |
| Екстракляса 2003/04                 | 18    | 0    | 541     | «Гурник» (Ленчна)     |
| Екстракляса 2005/06                 | 26    | 3    | 1570    | «Арка» (Гдиня)        |
| Екстракляса 2006/07                 | 3     | 1    | 48      | «Арка» (Гдиня)        |
| Зпгплом у 1. Лізі ЧР                | 15    | 0    | 778     |                       |
| Загалом у Прем'єр-лізі              | 1     | 0    | 46      |                       |
| Загалом у Екстраклясі               | 56    | 5    | 2566    |                       |
| Загалом у 1. Хор. лізі              | 15    | 0    | 872     |                       |